# Изабелла Валуа (герцогиня Бурбона)
Изабелла Французская (фр. Isabelle de France) или Изабелла де Валуа (фр. Isabelle de Valois; 1313 — 26 июля 1383) — дочь Карла Валуа и его третьей жены Матильды де Шатильон. Супруга Пьера де Бурбона.

## Брак и дети

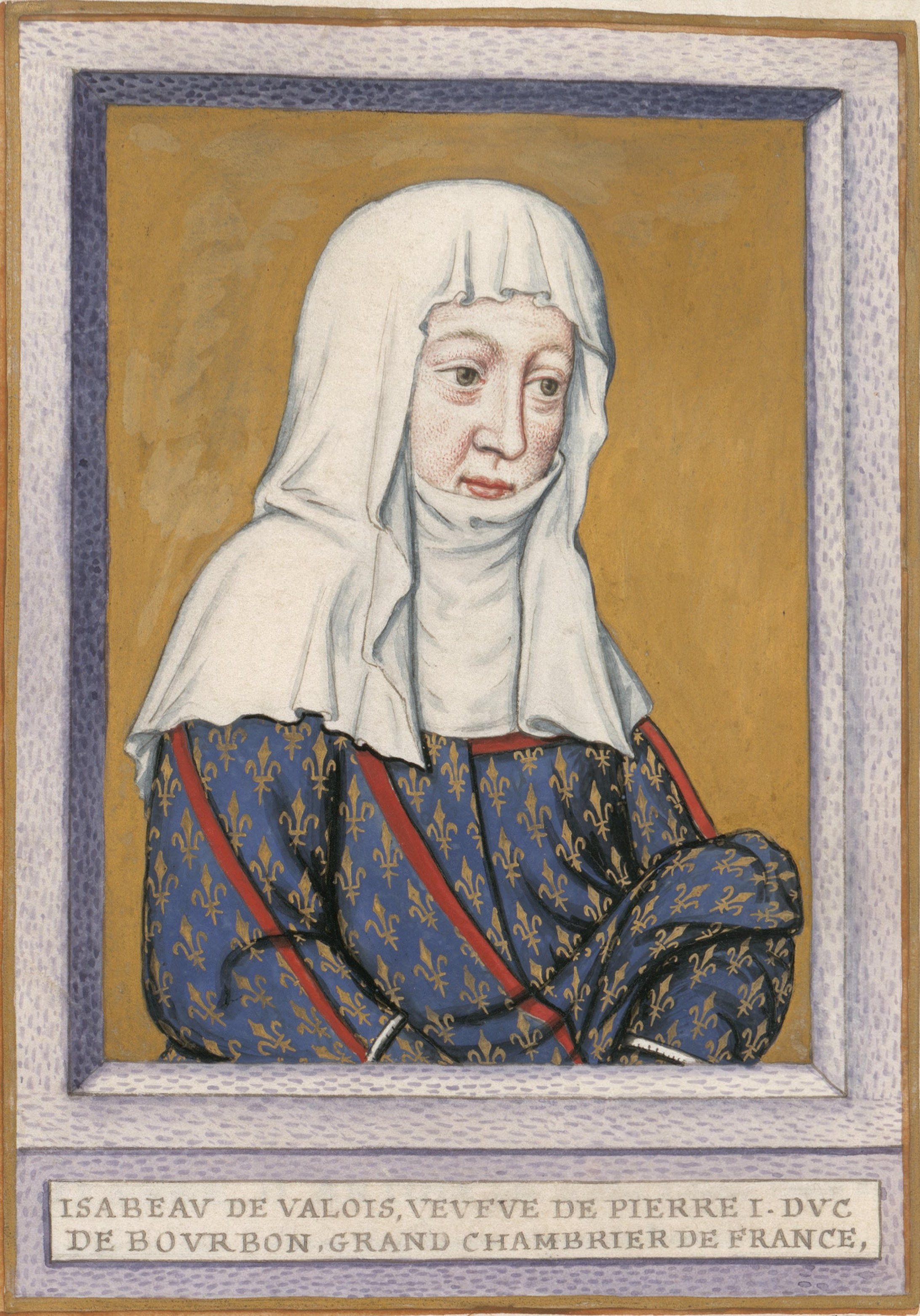
Изабелла де Валуа в старости

25 января 1336 года Изабелла вышла замуж за Пьера де Бурбона, сына Людовика де Бурбона и Марии д’Авен. У них был один сын, Людовик, и семь дочерей:
- Людовик II (1337—1410), 3-й герцог де Бурбон с 1356
- Жанна (1339—1379); муж: с 8 апреля 1350 Карл V (1338—1380), король Франции[2]
- Бланка (1338—1361); муж: с 3 июня 1353 Педро I Жестокий (1334—1369), король Кастилии
- Бонна (1340/1342—1402); муж: с 1355 Амадей VI (1334—1383), граф Савойский[2]
- Екатерина (1342—1427); муж: с 14 октября 1359 Жан VI (1342—1388), граф д’Аркур и д’Омаль[2]
- Маргарита (1344—1416); муж: с 20 мая 1368 Арно Аманье IX д’Альбре (ум. 1401), сеньор д’Альбре, виконт де Тарта, граф де Дрё
- Мария (1347—1401), приоресса в Пуасси с 1364, аббатиса в Пуасси с 1380[2]

Её супруг погиб в битве при Пуатье в 1356 году, и Изабелла больше не выходила замуж. После смерти мужа сын Изабеллы Людовик стал герцогом Бурбона. В том же году 1356 года Изабелла устроила брак дочери Жанны и Карлом V; в то время он был ещё дофином Франции, а Жанна стала дофиной Франции.
После смерти мужа Изабелла де Валуа ушла в монастырь. Она умерла в 1383 году в возрасте около семидесяти лет, пережив супруга на 27 лет.